# 500 Pułk Rakietowy
500 Pułk Rakietowy (ros. 500-й зенитный ракетный полк) – samodzielny oddział Sił Zbrojnych Federacji Rosyjskiej w składzie 54 Korpusu 6 Armii Zachodniego Okręgu Wojskowego.
Siedzibą sztabu i dowództwa pułku jest Gostilicy.